# Faedis
Faedis (Slovenian Fojda) là một đô thị ở tỉnh Udine trong vùng Friuli-Venezia Giulia thuộc Ý, có cự ly khoảng 70 km về phía tây bắc của Trieste và khoảng 13 km về phía đông bắc của Udine, on the border with Slovenia. Tại thời điểm ngày 31 tháng 12 năm 2004, đô thị này có dân số 3.101 người và diện tích là 46,6 km².
Faedis giáp các đô thị: Attimis, Kobarid (Slovenia), Moimacco, Povoletto, Pulfero, Remanzacco, Taipana, Torreano.